# Музей Леси Украинки (Киев)
Музей Леси Украинки в Киеве (укр. Музе́й Ле́сі Украї́нки у Ки́єві) — один из музеев Украинского Парнаса, открытый в 1962 году.
Находится по улице Саксаганского, 97.
Музей расположен в десяти комнатах дома, в котором жила писательница в разные времена с 1890 до 1909 года. В подвальном этаже — бывшей кухне — сейчас размещается гардероб.
Экспозиция развернута на двух этажах: на верхнем представлены фотографии и материалы о жизни и творчестве Леси Украинки, других членов семьи Косач и близких поэтессе людей, а также рукописи, первые издания произведений, личные вещи.
На первом этаже в пяти комнатах по воспоминаниям сестры писательницы Изидоры воспроизведен интерьер квартиры семьи Косачей: столовая, гостиная, комната младшего брата Леси Николая Косача, комната самой Леси Украинки и комнаты её матери Елены Пчилки. Например, в этих покоях выставлены образцы вышивок, которые собирала Елена Пчилка, серебряная посуда мужа Леси — Климента Квитки, привезённая из путешествия Лесей Украинкой сувенирная вазочка.
На фасаде здания Музей размещена бронзовая мемориальная доска, составляющая единую композицию с бюстом Леси Украинки. Авторы: скульптор Галина Кальченко, архитектор Анатолий Игнащенко.
3 апреля 2018 года, ночью, с фасада Музея злоумышленниками была украдена мемориальная доска с бюстом Леси Украинки.